# Christian Schacherreiter

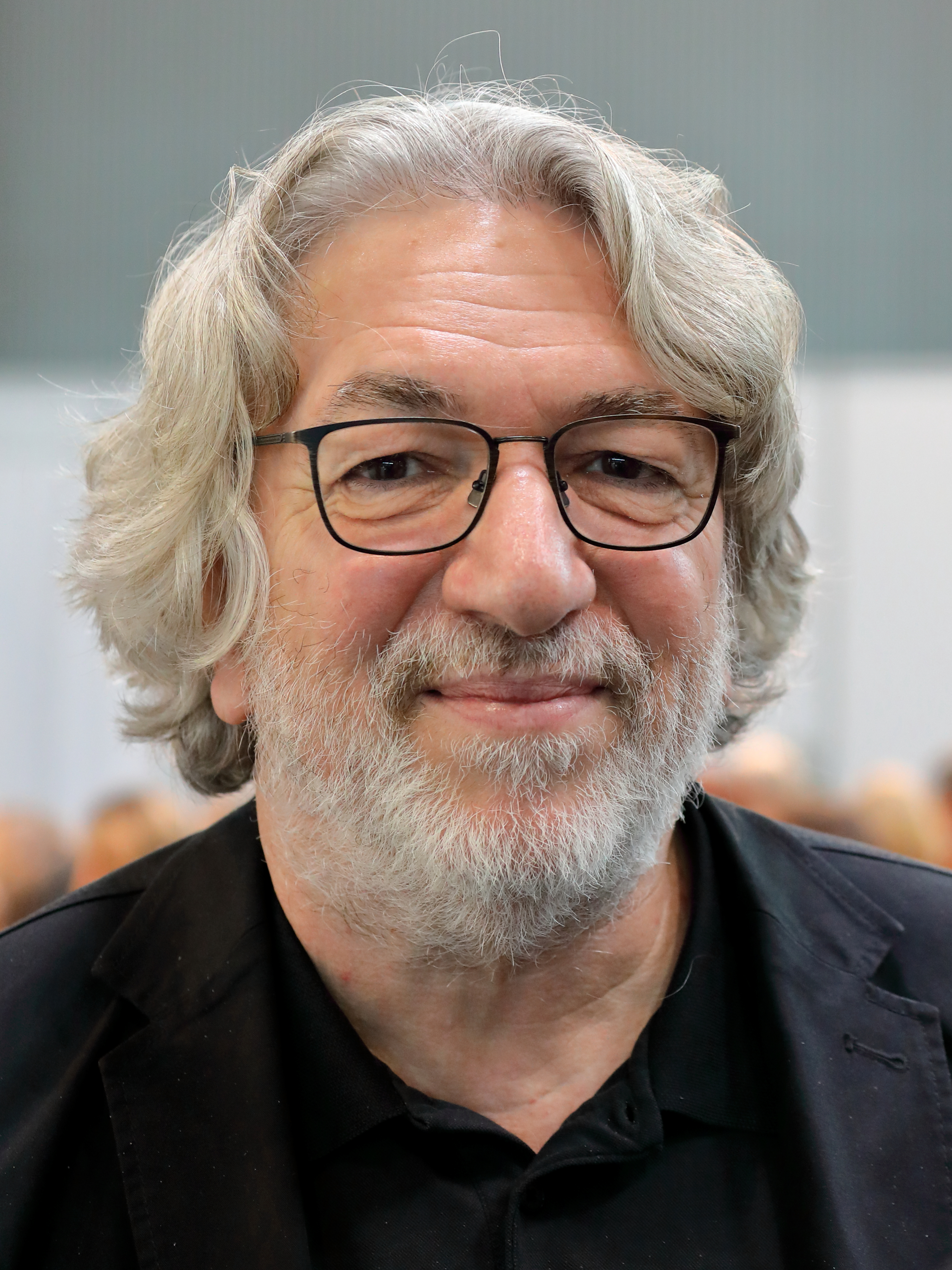
Christian Schacherreiter (2019)

Christian Schacherreiter  (* 22. Juni 1954 in Linz) ist ein österreichischer Germanist, Autor und Literaturkritiker.

## Werdegang
Er wuchs im Innviertel auf und besuchte das humanistische Gymnasium in Ried im Innkreis. Nach der Matura 1972 belegte er ein Studium im Konzertfach Violine am Salzburger Mozarteum (nicht abgeschlossen) sowie ein Studium der Germanistik und Geschichte an der Universität Salzburg (Mag. phil., Dr. phil.).
Seit 1978 war er AHS-Lehrer für Deutsch und Geschichte, von 2002 bis 2016 Direktor des Georg von Peuerbach-Gymnasiums in Linz-Urfahr. Von 1987 bis 2021 war Schacherreiter Lehrbeauftragter für Literaturwissenschaft an der Pädagogischen Hochschule der Diözese Linz, Herausgeber der Deutschdidaktik-Zeitschrift „GERM am Pädagogischen Institut des Bundes in OÖ.“ bis 2001, Mitglied des Beirats der Didaktikzeitschrift „ide“ bis 2013, Mitbegründer und Redakteur der pädagogischen Zeitschrift „AHAes“ (von 1998 bis 2002, gemeinsam mit Gerhard Zenaty) und er ist Autor von Schulbüchern des Veritas Verlags, u. a. "Das Literaturbuch" (gemeinsam mit Ulrike Schacherreiter).
Zwischen 1977 und 1993 war er gemeinsam mit dem Musiker Gerald Fratt als Kabarettist (Schwerpunkt kabarettistisches Lied) erfolgreich, ausgezeichnet mit dem Förderungspreis der Rauriser Literaturtage für literarisches Chanson (1976), dem "Salzburger Stier" 1982 und dem Lesezirkel-Preis der Wiener Zeitung 1986 (für Kurzprosa).
Von 1982 bis 1992 war Schacherreiter freier Mitarbeiter der Abteilung Literatur und Hörspiel im ORF Oberösterreich. Er ist Mitglied des Adalbert Stifter-Instituts.
Seit 1999 ist er als Kolumnist, Literatur- und Musikkritiker freier Mitarbeiter der Oberösterreichischen Nachrichten. Er veröffentlichte zudem eine große Zahl von Artikeln, vor allem zu Literatur, Sprache und ihrer Didaktik. Seit 2010 widmet sich Schacherreiter verstärkt dem literarischen Schreiben. Seine Bücher erscheinen im Otto Müller Verlag Salzburg.

## Bücher
- Diese ernsten Spiele. Eine Kindheit im Innviertel. Otto Müller Verlag, Salzburg/Wien 2011, ISBN 978-3701311835.
- Wo die Fahrt zu Ende geht. Roman. Otto Müller Verlag, Salzburg/Wien 2015, ISBN 978-3701312313.
- Lügenvaters Kinder. Roman. Otto Müller Verlag, Salzburg/Wien 2019, ISBN 978-3-7013-1268-9.
- Im Heizhaus der sozialen Wärme. Das Wartungsprotokoll des Linksliberalismus. Essay. Otto Müller Verlag, Salzburg/Wien 2020, ISBN 978-3-7013-1278-8.
- Das Liebesleben der Stachelschweine. Roman. Otto Müller Verlag, Salzburg/Wien 2022, ISBN 978-3-7013-1294-8.
- Bruckner stirbt nicht. Roman. Otto Müller Verlag, Salzburg/Wien 2024, ISBN 978-3-7013-1315-0.